# 大島蓉子
大島 蓉子（おおしま ようこ、本名：大場 陽子、1953年1月22日 - ）は、日本の女優、タレント。宮城県古川市（現在の大崎市）出身。血液型はAB型。身長168.5cm。青年座映画放送所属。

## 人物・来歴
宮城県岩出山高等学校卒業。
当初は青年座研究所で大島 瑶子名義で活動。
1989年、スクリーンデビュー。
あらゆる作品の端々に登場しており、昼ドラや2時間ドラマにも多数出演。
2000年から放映された『トリック』シリーズでの大家・池田ハル役が当たり役となって以降、コミカルなキャラクター・おばちゃん役での起用が増加した（東北弁を生かした役柄も多い）。それ以前は『サイコメトラーEIJI』に登場する管理人という似たキャラクターを演じている。

## 所属事務所経歴
イイジマルーム→ファイズマンエンターテインメント→イイジマルーム→青年座映画放送

## 所属劇団経歴
劇団青年座→劇団電劇→EDメタリックシアター

## 出演

### 映画
- 悪魔の毒々モンスター 東京へ行く（1989年） - ボンデージの女 役
- 死霊の罠2/ヒデキ（1992年） - 映画館従業員 役
- 七人のおたく（1992年） - 原沢サダ 役
- ひき逃げファミリー（1992年）
- あひるのうたがきこえてくるよ。（1993年） - 風太の母 役
- 勝手に死なせて!（1995年） - 孝子 役
- ガメラ 大怪獣空中決戦（1995年）
- 陽炎2（1996年） - おりく 役
- 菜の花配達便（1996年） - 下宿のおばさん・ヨシ子 役
- 恋と花火と観覧車（1997年） - 研究所勤務風の女 役
- 20世紀ノスタルジア（1997年） - 片岡信子 役
- ハッピーピープル（1997年） - 鈴木 役
- リング（1998年） - 浅川玲子の叔母 役
- しあわせになろうね（1998年） - 里中裕子 役
- セカンドチャンス（1999年） - 海原和泉 役
- ガラスの脳（2000年） - 食堂店員 役
- D Episode1（2000年） - サラリーマンの妻 役
- アナザヘヴン（2000年） - 大野和子 役
- ショコキ!（2001年） - 佐藤静江 役
- サトラレ（2001年） - 町田敏枝 役
- トリック劇場版（2002年） - 池田ハル 役
- 英語の女(ひと)（2005年、ネットシネマ.TV）
- トリック劇場版2（2006年） - 池田ハル 役
- 包帯クラブ（2007年） - お手伝いさん 役
- おろち（2008年） - 昌江（佳子の母） 役
- ドロップ（2009年） - 木村ヒデオの母 役
- なくもんか（2009年）
- 劇場版TRICK 霊能力者バトルロイヤル（2010年） - 池田ハル 役
- 酔いがさめたら、うちに帰ろう。（2010年）
- アバター（2011年） - 松田光代 役
- キツツキと雨（2012年）
- トリック劇場版 ラストステージ（2014年） - 池田ハル 役
- 悼む人（2015年）
- ライアの祈り（2015年） - 初枝 役
- 体操しようよ（2018年） - 新庄真紀子 役
- 洗骨（2019年） - 高安信子 役
- 東映ムビ×ステ『GOZEN - 純恋の剣 -』（2019年）
- しあわせのマスカット（2021年） - 板橋政恵 役
- 天間荘の三姉妹（2022年）- イケダヨシコ 役
- 私の見た世界（2025年） - 野上の母 役[5]

### 短編映画
- 美人の多い料理店（2013年）[6][7]

### テレビドラマ

#### NHK
- 大河ドラマ
  - おんな太閤記（1981年） - のぶ 役
  - 翔ぶが如く（1990年）
  - 花の乱（1994年）
  - 八代将軍吉宗（1995年）
  - 西郷どん（2018年） - 土持鶴 役[8]
- 連続テレビ小説
  - なっちゃんの写真館（1980年）
  - 君の名は（1991年）
  - あぐり（1997年） - 石川あさ子 役
  - 天うらら（1998年） - 金谷美津子 役
  - こころ（2003年） - 山崎廣美 役
  - おひさま（2011年） - ヤエ 役
  - 梅ちゃん先生（2012年） - 安岡和子 役
  - とと姉ちゃん（2016年）
  - おかえりモネ（2021年） - 吉田みよ子 役
  - ちむどんどん (2022年)　- 安孫子ヨシ 役
- 土曜ドラマ（NHK）
  - 地球をダメにする50のかんたんな方法（1992年） - 恵子 役
- 腕におぼえあり（1999年） - おうら 役
- 浪花少年探偵団（2000年） - 遠藤の母 役
- 蝉しぐれ（2003年） - 山岸昌江 役
- ねばる女（2004年） - 水沢八重 役
- 御宿かわせみ（2005年） - 加女 役
- 笑う三人姉妹（2005年） - 青木静江 役
- 名探偵赤冨士鷹（2005年） - 島田せつ 役
- フルスイング（2008年） - 徳田マキエ 役
- キャットストリート（2008年） - 野田志津江 役
- 行列48時間（2009年） - 田中夫人 役
- オトコマエ!（2009年） - 武田静江の叔母 役
- 君たちに明日はない（2010年） - ミッキー（三木）の母 役
- チェイス〜国税査察官〜（2010年） - 実川あさ子 役
- 天使のわけまえ（2010年） - 坂下育子 役
- マドンナ・ヴェルデ〜娘のために産むこと〜（2011年） - 熊田幸子 役
- 本日は大安なり（2012年） - 三田真澄 役
- 書店員ミチルの身の上話（2013年） - 宝くじ売り場の女（長崎） 役
- 嘆きの美女（2013年） - 升本雄介の母 役
- サイレント・プア（2014年） - 金井和子 役
- 花咲くあした（2014年） - 高木さん 役
- 大岡越前2（2014年） - お徳 役
- 伝七捕物帳（2016年） - お梅 役
- 勤番グルメ ブシメシ!（2017年） - 小車（小吉）の母 役
- 悦ちゃん〜昭和駄目パパ恋物語〜（2017年） - 婆や（ウメ） 役
- 妖の忍法帖（2018年） - お久彌 役
- デイジー・ラック（2018年） - 岩代志摩子 役
- 主婦カツ!（2018年、NHK BSプレミアム） - 増田文代 役
- いいね!光源氏くん- 店のおばちゃん 役
  - いいね!光源氏くん（2020年4月4日 - 5月23日）
  - いいね!光源氏くん し〜ずん2（2021年6月7日 - 28日）
- 定年オヤジ改造計画（2022年7月25日、NHK BSプレミアム、BS4K） -  詩 役
- リラの花咲くけものみち 第2話 （2025年2月8日、NHK総合） - 比佐子 役
- 藤子・F・不二雄 SF短編ドラマ シーズン3「宇宙（そら）からのオトシダマ」（2025年3月26日、NHK BSプレミアム4K）[9]

#### 日本テレビ
- 家なき子2（1995年） - 小村冴子 役
- 三姉妹探偵団（1998年）
- サイコメトラーEIJI（1997年・1999年）
- 平成夫婦茶碗（2000年）
- ごくせん（2002年） - 寺泊優一の母 役
- ナースマン（2002年） - 佐野祥子 役
- ぼくの魔法使い（2003年） - ナカジマ 役
- ライオン先生（2003年） - 家政婦・澄江
- 彼女が死んじゃった。（2004年）
- 警視庁鑑識班2004（2004年） - マンションの大家 役
- anego[アネゴ]（2005年） - 仲人 役
- 喰いタン（2006年） - 仲居 役
- たったひとつの恋（2006年） - 事務職員 役
- 地獄少女（2006年） - 風間響子 役
- ハケンの品格（2007年） - 森美雪の母 役
- ザ・クイズショウ（2008年） - 内田菊子 役
- 美丘-君がいた日々-（2010年） - 峰岸幸子 役
- 左目探偵EYE（2010年） - 相川和子 役
- 日本人の知らない日本語（2010年） - ミドリママ 役
- 黄金の豚-会計検査庁 特別調査課-（2010年） - 保育園の園長 役
- 町医者ジャンボ!!（2013年） - 太川雅美 役
- ダンダリン 労働基準監督官（2013年） - 太田昌子 役
- セーラー服と宇宙人（エイリアン）〜地球に残った最後の11人〜（2014年） - 寺田もみじ 役
- 遺産相続弁護士 柿崎真一（2016年） - ヨーコ 役
- 白衣の戦士! 第7話（2019年5月29日） - 小野昌子 役
- 頭に来てもアホとは戦うな! 第7話（2019年6月3日） - 西川雅美 役
- 離婚弁護士 スパイダー〜慰謝料争奪編〜 第4話（2024年10月26日） - 桝岡正行の母 役[10]
- 火曜サスペンス劇場
  - 街の医者・神山治郎3「乳房喪失」（2002年5月14日） - 繁田佳代 役
  - 警部補 佃次郎17「妻の立場」（2003年7月15日） - 松本奈々子 役
  - だます女だまされる女8（2005年2月15日） - 叶真知子 役

#### TBS
- 一緒に暮らしたい（1990年）
- ふぞろいの林檎たち3（1991年）
- おかみ三代女の戦い（1995年） - 橋本純代 役
- ふたりのシーソーゲーム（1996年） - 渡辺咲子 役
- ぐっどあふたぬ〜ん（1997年） - 芝山愛 役
- のんちゃんのり弁（1998年）
- ケイゾク（1999年） - 岩井春江 役
- コワイ童話「不思議の国のアリス」 - 乗客 役
- 新・天までとどけ（1999年 - 2004年） - 竹田伸江 役
- ママまっしぐら!（2000年 - 2002年） - 江木雅子 役
- 天国に一番近い男（2001年）
- ハンドク!!!（2001年） - 村上 役
- 太陽の季節（2002年） - 管理人・美佐子 役
- 夢のカリフォルニア（2002年）
- マンハッタンラブストーリー（2003年） - 江本しおりの母 役
- ショコラ（2003年） - 中ノ島くるみ 役
- GOOD LUCK!!（2003年）
- 新しい風（2004年） - 美恵子 役
- コスメの魔法（2004 - 2005年） - 中村正子 役
- ママはバレリーナ（2005年） - 佐々錦勝子 役
- 新キッズ・ウォー（2005年） - 吉村菊江 役
- シンデレラになりたい!（2006年） - 倉持静子 役
- すてきにコモン!（2006年） - 朝倉和枝 役
- 松本清張ドラマスペシャル・波の塔（2006年） - 女将・千枝子 役
- 砂時計（2007年） - 北村広子 役
- 地獄の沙汰もヨメ次第（2007年） - 南立江 役
- 三代目のヨメ!（2008年） - 今里栄子 役
- Around40〜注文の多いオンナたち〜（2008年） - 占い師・自由が丘の母 役
- おちゃべり（2009年、毎日放送） - 日野敦子 役
- スマイル（2009年） - 徳島のり子 役
- となりの芝生（2009年） - 勝江さん 役
- ハンチョウ〜神南署安積班〜（2010年） - かよ子さん 役
- GM〜踊れドクター（2010年） - 看護部長 役
- 冬のサクラ（2011年） - 稲葉香織 役
- マッスルガール!（2011年） - 須藤トキコ 役
- イロドリヒムラ（2012年） - タケオの母 役
- レジデント〜5人の研修医（2012年） - 三上よし子 役
- 刑事のまなざし（2013年） - 仲村敏恵 役
- わが家（2015年） - 緑川悦世 役
- 私 結婚できないんじゃなくて、しないんです（2016年） - 石田淳史の母 役
- まとわりつくオンナ - 五つの地獄編 第1話（2020年3月6日）[11]
- ホテルマン東堂克生の事件ファイル〜八ヶ岳リゾート殺人事件〜（2022年1月22日、BS-TBS） - 須藤弥生 役
- 月曜ドラマスペシャル→月曜ミステリー劇場→月曜ゴールデン→月曜名作劇場
  - タクシードライバー咲坂都（1996年）
  - フォトグラファー桜井美由紀3「暗黒凶像」（1998年8月24日） - 篠田菊子 役
  - 早乙女千春の添乗報告書8「日光・鬼怒川湯けむりツアー殺人事件」（1999年5月31日）
  - 水上署の源さん（1999年） - 水上警察署・署長 役
  - 女借金取りがゆく!!（2000年2月7日） - 中村夏子 役
  - 探偵 左文字進4「殺人ツアーにようこそ」（2001年10月15日） - あかりママ 役
  - 税務調査官・窓際太郎の事件簿
    - 税務調査官・窓際太郎の事件簿10（2003年5月19日） - 佐藤頼子 役
    - 税務調査官・窓際太郎の事件簿21（2010年11月1日） - 峰子 役

  - おばさん会長・紫の犯罪清掃日記!ゴミは殺しを知っている5（2003年12月22日） - 浦田康代 役
  - 万引きGメン・二階堂雪16「美顔・カリスマ美容師」（2007年12月24日） - 滝静子 役
  - ご近所探偵・五月野さつき3「殺意のキャンプ場」（2008年12月1日） - 植田操 役
  - イソベン・里村タマミの事件簿1「見えない貌」（2010年6月7日） - 布施検事 役
  - 赤かぶ検事奮戦記2（2010年10月18日） - 奥山静子 役
  - 内部調査官・水平直の報告書（2011年1月17日）
  - ヤメ判 新堂謙介 殺しの事件簿1（2011年4月4日） - 田島勝子 役
  - 弁護士高見沢響子11（2011年10月17日） - 岡田介護士 役
  - 十津川警部シリーズ46「特急『草津』殺人迷路」（2012年1月9日） - 結城さえ 役
  - 世直し公務員ザ・公証人10（2012年2月27日） - 一条晴子 役
  - 世田谷駐在刑事2（2014年4月7日） - 三田千代子 役
  - 横山秀夫サスペンス 刑事の勲章（2016年4月25日） - 朝代婦警 役
  - 信濃のコロンボ3「北国街道殺人事件」（2016年11月14日） - 刀根鉄子 役
  - 警視庁機動捜査隊216VIII「傷痕」（2017年9月4日） - 橋本節子 役

#### フジテレビ
- ライオン奥様劇場「私は負けない」（1978年） - 西原道子 役
- 鬼平犯科帳
  - 第1シリーズ 第16話「盗法秘伝」（1989年） - 女郎 役
  - 鬼平犯科帳スペシャル「引き込み女」（2008年） - お仙 役
- 美少女仮面ポワトリン（1990年） - 看護婦 役
- 世にも奇妙な物語
  - 第2シリーズ「モルモット」（1991年）
  - 第2シリーズ「ボロボロ」（1991年） - 堀田友子 役
  - 聖夜の特別編「主婦さち子の秘かな愉しみ」（1996年） - 十勝七子 役
  - 〜2007秋の特別編〜「未来同窓会」（2007年） - 本庄友恵 役
- ホテルウーマン（1991年）
- 仕掛人・藤枝梅安「弐 梅安仕掛針」（1991年） - 梅安の患者 役
- 六つの離婚サスペンス「映子の選択」（1992年、関西テレビ）
- ワタナベ（1993年） - 時野小百合 役
- 運命の森（1994年） - 照元直美 役
- 愛と罪と（1995年） - 松本文江 役
- 3番テーブルの客（1996 - 1997年）
- タブロイド（1998年） - 売店のおばちゃん 役
- 救命病棟24時（1999年） - 田尾ルリ子 役
- ナオミ（1999年）
- お見合い結婚（2000年） - 女占い師 役
- 花村大介（2000年、関西テレビ） - 吉沢静香 役
- 天才柳沢教授の生活（2002年） - 恩田シマ子 役
- 恋愛偏差値（2002年） - 大曽根聡子 役
- 人にやさしく（2002年）
- ほんとにあった怖い話
  - 「闇からの電話」（2003年）
  - 「病棟のぬいぐるみ」（2006年） - 遠山一恵 役
  - 「つきあたりの家族」（2015年）
- FIRE BOYS 〜め組の大吾〜（2004年） - 朝比奈都子 役
- WATER BOYS2（2004年）
- ディビジョン1（2004年） - 米田聖子 役
- 曲がり角の彼女（2005年、関西テレビ） - 島村京子 役
- 鬼嫁日記（2005年） - 向井久恵 役
- ヒミツの花園（2007年） - 副社長夫人 役
- 山おんな壁おんな（2007年） - クレーマーおばさん 役
- 美味しんぼ（2007年） - 中川チヨ 役
- ガリレオ（2007年） - 坂木香奈子 役
- 裸の大将放浪記（2008年） - おにぎりのおばさん 役
- ロス:タイム:ライフ（2008年） - 看護部長 役
- 謎解きはディナーのあとで（2011年） - 大家 役
- さくら心中（2011年） - 櫛山真紀枝 役
- 赤い糸の女（2012年） - 鹿野百合子 役
- カエルの王女さま（2012年） - 馬場みぞれ 役
- Dinner（2013年） - 横山瑞穂 役
- 最高の離婚（2013年） - 星野慶子 役
- 医龍-Team Medical Dragon-（2014年） - 長沼芳江 役
- 白衣のなみだ（2013年） - 桑野晶子 役
- 癒し屋キリコの約束（2015年） - 小出富子 役
- 火の粉（2016年） - 相田満喜子 役
- HOPE〜期待ゼロの新入社員〜（2016年） - 浅見梢 役
- 貴族探偵（2017年） - 八木多香絵 役
- 刑事ゆがみ（2017年） - キャバクラ「ピチピチガール」のママ
- FINAL CUT（2018年） - 木戸弓子 役
- 終幕のロンド -もう二度と、会えないあなたに-（2025年放送予定） - 磯部美佐江 役[12]
- 金曜エンタテイメント
  - 「年の差カップル刑事1」（1998年） - 青木繭子 役
  - 「京都祇園入り婿刑事事件簿4」（1999年） - 野村トシエ 役
  - 「ニュースキャスター沢木麻沙子3」（2000年） - 田辺純子 役
  - 「アリバイの彼方に2」（2002年）
  - 「音の犯罪捜査官・響奈津子7」（2005年） - 坪田香菜子 役
  - 「京都入り婿刑事事件簿10」（2003年） - 筒井美佐代 役
- 金曜プレステージ
  - 「ドクター小石の事件カルテ3」（2006年） - 倉田恭子 役
  - 「外科医 鳩村周五郎 闇のカルテ」シリーズ（2006年 - ） - 只野珠子・大島啓子 役
  - 「奥様は警視総監4」（2009年） - 田中洋子 役
  - 「赤い霊柩車シリーズ25」（2010年） - 村田泰江 役
  - 「愛はみえる〜全盲夫婦に宿った小さな命」（2010年） - 脇田律子 役
  - 「いじわるばあさん3」（2011年）
  - 「私立探偵・下澤唯1」（2011年） - 佐野明子 役
  - 「女医・倉石祥子1」（2012年） - 神山蘭子 役
  - 「悪女たちのメス2」（2012年） - 江間よし子 役
  - 「更生人 土門恭介の再犯ファイル〜罪を犯した女たち〜」（2014年） - 大島日出子 役
  - 「女請負人〜仕掛けられた女の罠〜」（2014年） - マンションの住人 役
  - 「検事・霞夕子7」（2014年） - 小藤妙子 役

#### テレビ朝日
- はぐれ刑事純情派 第7シリーズ（1994年） - 谷圭子 役
- 流れ板七人（1997年） - 仲居・妙子 役
- はみだし刑事情熱系 第2シリーズ 第7話「結婚サギ殺人の女」（1997年） - 花井好恵 役
- 女教師（1998年）
- プリズンホテル（1999年） - 木戸富江 役
- TRICK（2000 - 2014年） - 池田ハル 役
- オヤジ探偵（2001年） - 黒岩彬 役
- 京都地検の女（2003 - 2013年） - 桜井麗子 役
- はるか17（2005年） - 幸子 役
- 刑事部屋〜六本木おかしな捜査班〜（2005年） - 篠崎恵子 役
- ホテリアー（2007年） - 紺野里子 役
- 4姉妹探偵団（2008年） - 三田咲子 役
- キミ犯人じゃないよね?（2008年） - 岡本奈津子 役
- ロト6で3億2千万円当てた男（2008年） - パチンコ店の客 役
- 名探偵の掟（2009年） - 犬塚ヨネ 役
- メイド刑事（2009年） - 坪内さくら 役
- 松本清張生誕100年特別企画・疑惑（2009年）
- だましゑ歌麿（2009年） - 江ノ島の旅籠の使用人 役
- 椿山課長の七日間（2009年） - 家政婦・ハツコ 役
- 警部補 矢部謙三（2010年 - 2013年） - 池田ハル 役
- 同窓会〜ラブ・アゲイン症候群（2010年） - 大野真弓 役
- 崖っぷちのエリー（2010年） - 美容師 役
- 外科医 須磨久善（2010年） - 看護師 役
- 霊能力者 小田霧響子の嘘（2010年） - 篠田光恵 役
- 犬を飼うということ〜スカイと我が家の180日〜（2011年） - 三村喜代美 役
- 家族法廷（2011年） - 高橋聡美 役
- 海賊戦隊ゴーカイジャー（2011年） - ノブユキの母 役
- 松本清張「霧の旗」（2014年） - 山田孝子 役
- アイムホーム （2015年）
- ハッピー・リタイアメント（2015年） - 山村ヒナ 役
- 科捜研の女
  - SEASON15 第4話（2015年） - 城島美野里 役
  - スペシャル（2018年） - 古間瑞子 役
- 緊急取調室 第3シリーズ（2019年） - 佐藤園長 役
- 時効警察はじめました（2019年） - 君島雪絵 役
- 刑事7人 Season8（2022年） ‐ 玉木美津子 役
- 土曜ワイド劇場
  - 「俺たちの世直し強盗」（1997年） - 医師 役
  - 「江戸ッ子探偵殺人案内」（1997年 - 1999年） - 湯川花子 役
  - 「車椅子の弁護士・水島威」（1998年）
  - 「蝶々殺人事件」（1998年） - 森川久美子 役
  - 「タクシードライバーの推理日誌」（1998 - 2016年）
  - 「変装捜査官・麻生ゆき」（2000年） - 市橋都 役
  - 「検事・朝日奈耀子1」（2003年） - 相沢道代 役
  - 「棟居刑事シリーズ」（2005年） - 永岡照代 役
  - 「刑事の妻〜デカツマ〜1」（2005年） - 柳瀬看護師 役
  - 「獣医・いかり七緒の殺人診断」（2007年） - 玉井須磨子 役
  - 「温泉医ぽっかや診療所事件カルテ6」（2007年） - 村田民代 役
  - 「新・警視庁女性捜査班」（2007年） - 胡見沢早苗 役
  - 「東京駅お忘れ物預り所4」（2010年） - 栗本友子 役
  - 「弁護士・森江春策の裁判員法廷2」（2010年） - 三田村明美 役
  - 「人類学者・岬久美子の殺人鑑定1」（2010年） - 石戸千恵子 役
  - 「西村京太郎トラベルミステリー54」（2010年） - 元村ちづ 役
  - 「炎の警備隊長・五十嵐杜夫9」（2011年） - 井上照美 役
  - 「狩矢父娘シリーズ13」（2011年） - 野村映子 役
  - 「新・おとり捜査官19」（2015年） - 関本房江 役
  - 「警視庁・捜査一課長〜ヒラから成り上がった最強の刑事!5」（2015年） - 川上恭子 役
  - 「臨場する女 捜査検事 雨音香」（2016年） - 新庄洋子 役
  - 「検事･朝日奈耀子18」（2016年） - 八木夕子 役
- 日曜ワイド
  - 「庶務行員 多加賀主水が許さない1」（2017年） - 西園寺麗子 役
  - 「白い刑事」（2017年） - 桜井秋絵 役
  - 「京都南署鑑識ファイル12」（2018年） - 橘明子 役

#### テレビ東京
- 幕府お耳役檜十三郎 第10話（1991年6月9日）
- 事件・市民の判決（1996年）
- おじいさんの台所（1997年）
- バースデイ〜こちら椿産婦人科〜（1999年） - 菊地静枝 役
- ウルトラQ dark fantasy（2004年） - 富士子所長 役
- よろずや平四郎活人剣（2007年） - 三造の妻 役
- 三十万人からの奇跡〜二度目のハッピーバースディ〜（2008年） - 看護部長 役
- ウォーキン☆バタフライ（2008年） - パーティーの客 役
- 本当と嘘とテキーラ（2008年）
- Cafe吉祥寺で（2008年） - 大森和子 役
- 白旗の少女（2009年） - 「真壁」のおばさん 役
- 孤独のグルメ Season2 第3話 （2012年10月24日）- 真田良子(母) 役
- 牙狼-GARO- -魔戒ノ花-（2014年） - マコ 役
- 三匹のおっさん2〜正義の味方、ふたたび!!〜（2015年）
- 人形佐七捕物帳（2017年） - お仙 役
- バイプレイヤーズ（2018年） - 大島蓉子 役（本人）
- 犯罪の回送（2018年） - 吉井節子 役
- ひみつ×戦士 ファントミラージュ!（2019年） - 石神井キヨコ 役
- 駐在刑事 Season2 第5話（2020年2月21日） - 大島佳代 役
- 湯遊ワンダーランド（2023年） - ヌシ 役[13]
- Qrosの女 スクープという名の狂気 第4話（2024年10月28日、テレビ東京） - 情報屋・河野 役[14]
- D&D〜医者と刑事の捜査線〜 第6話（2024年11月22日） - スナックのママ・ユウコ 役[15]
- 女と愛とミステリー
  - 「保険調査員・蒲田吟子」（2001 - 2002年） - 大川富子
  - 「芸能記者・柳田信吉の挑戦」（2003年） - 児玉圭子
  - 「北アルプス山岳救助隊・紫門一鬼」（2004年） - 沢崎静枝
- 水曜ミステリー9
  - 「芸者小春姐さん奮闘記」（2005年 - 2009年） - 安藤日出子 役
  - 「警察署長・たそがれ正治郎4」（2007年） - 三塚珠子 役
  - 「誤算」（2008年） - 田上京子 役
  - 「シロクマ園長 命の事件簿」（2008年） - 北原春子 役
  - 「松本清張特別企画・張込み」（2011年） - 旅館の女将 役
  - 「密会の宿8」（2011年） - 橋口チエ 役
  - 「女三代 如月法律事務所」（2012年 - 2013年） - 亀井みどり 役
  - 「松本清張没後20年特別企画・留守宅の事件」（2013年） - 小川 役
  - 「葬儀屋松子の事件簿2」（2013年） - 吉村兼子 役
  - 「旅行作家・茶屋次郎12」（2014年） - 旅館の女将 役
  - 「さすらい署長 風間昭平11」（2014年） - 主婦 役
  - 「トカゲの女 警視庁特殊犯罪バイク班」（2014年 - 2017年） - 井守英恵 役
  - 「残り火」（2014年） - 服部淳美 役
  - 「決断」（2015年） - 福島めぐみ 役
  - 「黒星警部の密室捜査」（2015年） - 栗林あやめ 役
  - 「邪魔」（2015年） - 西尾淑子 役
  - 「検事・沢木正夫4」（2016年） - 木本兼子 役
  - 「警視庁強行犯 樋口顕3」（2016年） - 松岡初子 役

#### WOWOW
- 長い長い殺人（2007年） - 松田喜代美 役
- 空飛ぶタイヤ（2009年） - 中村桂子 役
- ママは昔パパだった（2009年）
- 0.5の男（2023年） - 保育園園長 役

#### Netflix
- 火花 第6話（2016年）
- 浅草キッド（2021年12月9日 - ）[16]

#### その他
- 東京ゴースト・トリップ（2008年） - 桜川ヨシコ 役

### オリジナルビデオ
- DOOR II TOKYO DIARY（1991年）
- 傷だらけの蝙蝠（1993年）
- DRAMATIC-J
  - リバーサイド入口 第三話「たらこんぴ」（2008年）

### バラエティ番組
- ディスカバ!99（TBS）
- アフリカのツメ（読売テレビ）
- ズバリ言うわよ!（TBS）
- 秘密のケンミンSHOW（読売テレビ）
- Dr.らく朝 笑いの診察室
- 痛快TV スカッとジャパン (フジテレビ)
  - 2018年10月22日《塩店員スカッと》「態度がサイテーな研修生」 - 母親役
  - 2020年9月7日《このご時世にミラクル解決》